# Власта Смолакова
Власта Смолакова (чеш. Vlasta Smoláková, род. 1952 г., Пльзень) — чешская переводчица, театровед, публицист, доктор философских наук, первый секретарь Посольства Чешской Республики в Российской Федерации и бывший директор Чешского культурного центра в Москве. Автор и куратор различных чешско-российских культурных проектов.

## Образование
Власта Смолакова окончила философский факультет Карлова Университета в Праге по специальности театроведение и история изобразительного искусства.
В 1974 году Власта Смолакова была отправлена в Советский Союз на стажировку для чехословацких студентов. Первую половину стажировки Смолакова провела в ЛГИТМиК (сегодня РГИСИ), где в читальном зале театральной библиотеки переписывала от руки рецензии известных советских театроведов. В это время она познакомилась с юным Георгием Мельниковым, рассказавшим ей о любимовском театре. Молодую чешскую театроведку интересовала тема взаимодействия актёров и зрительного зала и услышав рассказ Мельникова, она поняла, что писать диплом нужно именно о Таганке.
В Москве она оказалась перед Новым годом. В первый раз пришла на Таганку 1 января, на утренний спектакль «Тартюфа». За три месяца стажировки Смолакова посмотрела в Москве и Ленинграде около ста спектаклей.
После возвращения в Прагу она успешно защитила свою дипломную работу и поступила в аспирантуру. Свою кандидатскую работу посвятила главному режиссёру Реалистического театра и Московского театра имени Маяковского, Н.Охлопкову.
После окончания университета она работала на кафедре театроведения Философского факультета Карлова университета как педагог.

## Художественная деятельность
Власта Смолакова занимается, в основном, популяризацией русской культуры в Чешской республике и чешской культуры в России.
С 1992 до 1996 гг. сотрудничала в качестве заведующей литературной частью с чешским режиссёром Петром Леблом, главным образом в театре «На забрадли».
Благодаря этому сотрудничеству, Смолакова в конце 1996 г. написала первый том произведения «Феномен Лебл» (I. 1996, II. 2005).
С 1996 до 2001 гг. работала атташе по вопросам культуры в Посольстве Чешской Республики в Москве и сотрудничала в Институте театра в Праге в области российского театра.
В 2005 г. написала второй том своего произведения «Феномен Лебл II»
С сентября 2007 до 2011 гг. работала директором Чешского центра в Москве.
Власта Смолакова является автором монографии по истории театра в западно-чешском городе Пльзень

## Переводческая деятельность
В течение своих студенческих лет Власта Смолакова перевела ряд театральных пьес известных русских авторов (Гоголь, Булгаков, Горький, и т. д.)
К самым знаменитым переводам Власты Смолаковой принадлежат пьесы русского писателя и киноактера Евгения Гришковца «Как я сел собаку» (чеш. Jak jsem snědl psa), диалоги к пьесе" Записки русского путешественника "(чеш. Zápisky ruského cestovatele) и «Одновременно» (чеш. Současně). Чешские переводы пьес «Как я сел собаку» и «Одновременно» были опубликованы в бумажной форме в Театральном заведении в Праге.
Далее В. Смолакова перевела пьесу русской молодой писательницы Ольги Мухиной, под названием «Ты» (чеш. Ty)

## Премии
В 1996 г. получила высшую театральную премию Чехии — Премию им. Альфреда Радока за работу в качестве завлита.